# Hepadnaviridae
Virusurile din această clasă aparțin categoriei VII conform clasificării. Majoritatea determină diferite boli dar în special a bolilor de ficat atăt la oameni cât și la animale (datorită organizării genetice comune).Fiecare virus are o gazdă specifică, dar poate infecta și animale apropiate din punct de vedere filogenetic (VHB poate infecta de exemplu și alte primate):

## Structură

### Genom
Hepadnavirusurile au un genom format din lanț de ADN bicatenar.Lanțurile nu sunt unite , unul având orientare + celâlalt -.Genomul format din 3000-3300 nucleotide (lanțul lung) și 1700-2800 nucleotide.Capătul terminal 5' este format din circa 240 nucleotide, ce mențin structura circulară a genomului.

## Tipuri de virusuri

### Virus hepatic al marmotei (WHV)
WHV - Woodchuck Hepatitis Virus.

### Virusul hepatic al veverițelor (GSHV)
GSHV- Ground Squirrel Hepatitis Virus.

### Virusul hepatic la raței de PekinLe (DHBV)
DHBV- Duck Hepatitis B Virus.

### Virusul hepatic al bâtlanului (HHBV)
HHBV- Heron Hepatitis B Virus.

### Virus hepatic B (VHB)
VHB-Hepatitis B Virus